# Tiếng Sicilia
Tiếng Sicilia (sicilianu; tiếng Ý: Siciliano) là một ngôn ngữ Rôman nói trên đảo Sicilia, các đảo lân cận. Nó cũng được nói ở Calabria (nơi có mang tên tiếng Calabria miền Nam), nhất là tỉnh Reggio Calabria, nơi là tiếng địa phương tạo nên một dãy phương ngữ với tiếng Sicilia trên đảo lớn. Ethnologue cho rằng tiếng Sicilia "đủ khác biệt với tiếng Ý chuẩn để có thể xem là một ngôn ngữ riêng rẽ". UNESCO nhìn nhận tiếng Sicilia là một "ngôn ngữ thiểu số" cần được bảo vệ. Tiếng Sicilia có nền văn học viết cổ nhất trong các ngôn ngữ tại Ý ngày nay.